# Olesicampe tianschanica
Olesicampe tianschanica är en stekelart som först beskrevs av Kokujev 1915.  Olesicampe tianschanica ingår i släktet Olesicampe och familjen brokparasitsteklar. Inga underarter finns listade i Catalogue of Life.